# Fanny Raoul
Marie Françoise Raoul, dite Fanny Raoul, née à Saint-Pol-de-Léon le 19 décembre 1771 et morte à Paris le 9 décembre 1833, est une écrivaine, journaliste, philosophe et essayiste féministe française.

## Biographie
On sait peu de choses sur la vie de Fanny Raoul. L'éditeur de son essai Opinion d’une femme sur les femmes et la notice de la Bibliothèque nationale de France indique 1771 comme année de naissance. Le dictionnaire Joseph-Marie Quérard indique 1779.
Sa mère, fille de l'organiste de Saint-Pol-de-Léon, meurt en lui donnant la vie. Son père, Claude-René Raoul est d’abord notaire puis procureur de l’évêché, premier échevin de Saint-Pol-de-Léon et enfin commissaire au tribunal de Morlaix après la révolution. Il donne à sa fille une éducation intellectuelle solide et ouverte. Il est son premier lecteur et conseiller.
Fanny Raoul a deux sœurs aînées, Marie-Claude et Marianne-Jeanne. Cette dernière épouse un ancien noble, Jean-Anne Christy de la Pallière, officier de marine. Elle meurt à Toulon où son mari est en poste. Marie-Claude épouse le militaire Jean Lützenkirchen, à Saint-Pol-de-Léon.
Jean-Marie (ca), son frère aîné, mène une carrière brillante au parlement de Rennes, Lorient puis à Paris où il occupe la charge d’avocat au conseil d’état et à la cour de cassation dès 1792. Ce frère est également un violoncelliste amateur reconnu pour sa maîtrise technique. Au cours de sa carrière de magistrat à Paris, il rencontre des intellectuels appartenant au monde de la musique et aussi de la maçonnerie. Fanny Raoul s'installe à Paris et rencontre sans doute par l'intermédiaire de son frère Constance de Salm.
Elle fréquente les salons de Thérésa Tallien, Juliette Récamier et Germaine de Staël.

## Essayiste, romancière, philosophe et journaliste
Avec le soutien de Constance de Salm, Fanny Raoul publie Opinion d’une femme sur les femmes, en 1801. Influencée par la pensée de Condillac et Helvetius en particulier, Fanny Raoul dénonce le poids de l’opinion et des préjugés. Elle plaide pour obtenir les pleins droits de citoyenne et œuvre pour plus de justice sociale. La Décade philosophique, littéraire et politique de son compatriote Ginguené salue la justesse des plaintes de Fanny Raoul. Ce texte est réédité en 1989 à l'initiative de Geneviève Fraisse (Côté-femmes éditions) puis en 2011, au Passager clandestin, avec une préface de Geneviève Fraisse et un article de Marie Desplechin. Ce texte rappelle la position de François Poullain de La Barre dans ses écrits féministes, notamment De l’égalité des deux sexes, écrit 150 ans plus tôt. Elle établit le lien entre esclavage des femmes et esclavage des Noirs.
Elle retourne ensuite à Saint-Pol-de-Léon. En 1813, elle est de retour à Paris.
Elle publie en 1813 Flaminie ou les erreurs d’une femme sensible, roman épistolaire. Fanny Raoul dénonce à nouveau l’injustice des préjugés et de l’opinion contraires à la raison dans un monde de classes et d’étiquettes, à travers l'histoire de son héroïne. Elle fait le récit d'une femme qui garde les enfants d'une bonne famille et lutte pour conserver son indépendance.
Puis suivent en 1813 les Fragments philosophiques et littéraires, recueil de textes divers qu’elle conservait depuis des années. Cet ouvrage fait polémique : elle y accuse Alexandre Duval, membre de l’Académie française et directeur de l’Odéon, de plagiat. Elle livre une étude comparative fort discutée et son combat est monté en épingle par des journalistes qui la surnomment l’« amazone bretonne ».
La même année, elle publie trois autres brochures dans lesquelles elle analyse des événements politiques importants. On y trouve notamment Idées d’une française sur la constitution faite ou à faire dans laquelle elle craint le retour à un système monarchique absolu permettant qu’une classe de citoyens s’arroge le droit d’opprimer toutes les autres.
À partir de 1814, elle édite un périodique qu’elle intitule Le Véridique. La revue est publiée jusqu'en avril 1815. 25 numéros paraissent. Chaque numéro comprend des informations générales, des billets politiques, des critiques d’art et une rubrique sur la littérature. À partir du numéro 10, elle signe chacun des fascicules. Fanny Raoul est sans doute la seule contributrice. Elle relaie les idées de Benjamin Constant. Loin de se ranger du côté du libéralisme économique, c’est surtout le pendant social qui trouve grâce à ses yeux. Elle y voit le moyen le plus sûr et juste de faire bénéficier au plus grand nombre de l’accession au bien commun. Toutes les formes d’oppression sont désormais son cheval de bataille, qu’il s’agisse de l’esclavage, des femmes, de la pauvreté. Elle commente l’actualité, sans oublier de détailler ses ennuis avec la censure. La publication du Véridique s’achève avec la nomination de Benjamin Constant au Conseil d’État par Napoléon. Fanny Raoul est très enthousiaste à l’avènement de l’idée de la démocratie qu’elle défend depuis des années. Elle annonce se retirer de la scène publique. Elle semble effectivement ne plus écrire ensuite malgré le retour à la monarchie en novembre 1815 et l’exil de Benjamin Constant.
Fanny Raoul meurt dans l'ancien 12e arrondissement de Paris le 9 décembre 1833, à l’âge de 62 ans, et elle est inhumée deux jours plus tard dans le cimetière du Montparnasse.

## Engagement féministe
Fanny Raoul se définit elle-même comme une femme douée de raison en guerre contre la loi du plus fort. Elle démontre inlassablement que les femmes sont tout à fait capables de raisonner et d'occuper des postes à haute responsabilité, pourvu qu'elles aient accès à l'éducation. Les hommes comme les femmes bénéficieraient de l'égalité dans l'éducation et les responsabilités. Elle affirme que le statut inférieur offert aux femmes n’est pas naturel. Elle réclame l’indépendance de la femme, l’accès à l’éducation, à tous les métiers, à toutes les fonctions. Elle est novatrice et fait l'admiration de Fortunée Briquet dans son dictionnaire biographique.
Elle est en guerre contre les législateurs qui renvoient les femmes à la sphère privée où elles subissent la tyrannie de l’opinion publique. Après la période révolutionnaire, le statut social et politique des femmes est en régression.
Fanny Raoul ne remet pas en cause la notion de complémentarité des deux sexes. Elle considère que chaque sexe a une égale responsabilité dans la création de la vie. La loi du plus fort - que ce soit physiquement ou économiquement - est selon elle contraire à une évolution positive de l’humanité. De même chacun, du plus faible au plus fort, est également responsable de la progression de la société vers le bien commun. Cet objectif humaniste du pendant social du libéralisme défendu par Fanny Raoul a pourtant été oublié au profit du libéralisme économique.

## Publications
- Fanny Raoul, Réflexions sur les brochures de MM. Bergasse et Grégoire, Paris, s.n., 18.. (lire en ligne)
- Fanny Raoul, Opinion d'une femme sur les femmes, Paris, impr. de Giguet, 1801 (lire en ligne)réédité en 2011 avec une préface de Geneviève Fraisse, et augmenté d'un dossier sur le plagiat en 2024
- Fanny Raoul, Flaminie ou les Erreurs d'une femme sensible, Paris, Cussac, 1813 (lire en ligne)
- Fanny Raoul, De la Charte constitutionnelle par une Française, Paris, s.n., 1814 (lire en ligne)
- Fanny Raoul, Du Principe et de l'obstination des Jacobins, en réponse au sénateur Grégoire, Paris, s.n., 1814 (lire en ligne)
- Fanny Raoul, Idées d'une française sur la constitution faite ou à faire. Par l'auteur des Réflexions sur les brochures de MM. Bergasse et Grégoire, Paris, impr. chez les libraires du Palais-Royal, 1814 (lire en ligne)
- Fanny Raoul, Le Véridique : No. 1-24, Paris, éditeurs Delaunay Simon-César, Jean Charles et chez Adrien-César Egron, 1814-15